# Stranska vas (Dobrova - Polhov Gradec)
Stranska vas is een plaats in Slovenië en maakt deel uit van de gemeente Dobrova-Polhov Gradec in de NUTS-3-regio Osrednjeslovenska. De plaats telde 279 inwoners op 1 januari 2020.